# 祭參
祭參（1世纪？—97年），颍川郡颍阳县（今河南省许昌市西）人，東漢军事人物，祭遵的堂侄，祭肜之子。
汉明帝永平十六年（73年）祭肜去世。祭参去投奔奉车都尉窦固从军，攻打车师有功，转任辽东郡太守。汉和帝永元九年（97年）八月，辽东鲜卑千餘騎兵进攻肥如县（今河北省迁安县西）。殺略吏民，祭参沮败兵事获罪，被捕入狱，后判处死刑。